# Сухој Су-38
Сухој Су-38 /(Suhoj Su-38), (рус. Сухой Су-38) је једномоторни, једноседи лаки руски нискокрилни пољопривредни авион развијен 2001. године.

## Пројектовање и развој
Авион Сухој Су-38 је пројектован и направљен у фабрици Сухој и намена му је запрашивање, прскање хемикалијама и прихрањивање пољопривредних култура из авиона. Наслањајући се на искуства стечена пројектовањем акробатских авиона Су-26 и Су-29 у ОКБ Сухој су се прихватили посла пројектовања лаког пољопривредног авиона Су-38. Пројект је почео да се ради 1998. Први пробни лет је обавио пилот Јевгениј Фролов јула месеца 2001, а главни пројектант је Борис Ракитин. Први прототип овог авиона је био опремљен чешким мотором  снаге 156 kW, а други руским мотором  снаге 270kW. У Совјетском Савезу се као пољопривредни авион масовно користио авион Ан-2 то је било могуће пошто је вршена хемијска обрада великих комплекса земљишта, међутим када су у питању мање парцеле где је било потребно доста маневрисања, или на парцелама испресецаних путевима пругама и далеководима, онда овако велики авион није био од користи. Сухој Су-38 је ту баш нашао место под сунцем тј. хемијска обрада из ваздуха мањих парцела.

### Технички опис
Сухој Су-38 је лаки пољопривредни једноседи нискокрилни конзолни једнокрилац погоњен једним мотором, са фиксним стајним трапом конвенционалног система са задњим репним точком. Опремљен је мотором од 270 kW произвођача Веденејев М-14П или LOM "Praga" M337AK.1 снаге 156kW, и трокраком елисом променљивог корака са редуктором. Крила авиона су правоугаоног облика са равном нападном ивицом и равним завршетком. На крајевима крила су постављене винглете које побољшавају аеродинамичност крила и авиона. На крила су монтиране дизне уређаја за запрашивање или прскање производ америчке фирме TRANSLAND. Резервоар за смештај хемикалија је од пластике херметички затворен да отровни пестициди не испаравају, запремине 600 литара алтернативно 1.050 литара. Пилот је смештен у затвореном кокпиту који је смештен иза крила. Кабина је под повишеним притиском како би било онемогућено да отровни пестициди у току прскања продру у кабину пилота. Унутрашњост кабине авиона је ергономски прилагођена пилоту, са удобним седиштем и појасом за везивање. Дизајн кабине омогућава пилоту да прецизно контролише положај авиона у простору. Кабина је ојачана челичним рамом чија је улога да спасе пилота у случају удара у неку од препрека.

### Варијанте
- Су-38 - први прототип авиона Су-38 са мотором  снаге 156kW и трокраком елисом, мотор користи мешавину обичних моторних бензина од 76 и 92 октана у сразмери 1:2,
- Су-38Л - други прототип авиона Су-38 са мотором  снаге 270kW и трокраком елисом, који користи авио бензин.

## Оперативно коришћење
Авион је још у развојној фази направљена су два прототипа који су прошли све фазе тестирања и сада се врши обрада тржишта у циљу продаје ових авиона.

## Земље које користе овај авион
- Русија